# Besanosaurus
Besanosaurus (que significa "lagarto de Besano") é um gênero de Ichthyosauria grande (um réptil marinho, não um dinossauro) que viveu durante o período Triássico médio, aproximadamente 235 milhões de anos atrás. Este réptil marinho veio de sua própria família Besanosauridae e foi nomeado por Dal Sasso e Pinna em 1996.  O tipo de espécie é Besanosaurus leptorhynchus, que significa "réptil de bico longo de Besano".

## Descrição
Besanosaurus era um réptil marinho medindo até 8 metros de comprimento e tinha uma forma semelhante aos golfinhos. Todos os espécimes do Besanosaurus foram extremamente comprimidos pelo tempo profundo e pela pressão das rochas, então os pesquisadores usaram tomografia computadorizada médica avançada, técnicas de fotogrametria e comparações com outros Ichthyosauria para revelar sua anatomia oculta e reconstruir seus crânios em 3D, osso por osso.

## Descoberta
Os ossos do Besanosaurus foram descobertos pela primeira vez na pedreira "Sasso Caldo" na primavera de 1993 pelos voluntários do grupo paleontológico de Besano, uma pequena cidade na região da Lombardia, no norte da Itália.